# Apollo
Apollo (in greco antico: Ἀπόλλων?, Apóllōn; in latino Apollo) è, nella religione greca e romana, il dio della musica, delle arti mediche, delle scienze, dell'intelletto e della profezia ed è, inoltre, colui che traina il carro del sole, scortando la stella ardente attraverso la volta celeste.
Il suo simbolo principale è la lira. Suo figlio Asclepio è il dio della medicina. In quanto dio delle arti, Apollo è il capo delle Muse. Viene anche descritto come un provetto arciere in grado di infliggere, con la sua arma, terribili pestilenze ai popoli che lo osteggiavano. In quanto protettore della città e del tempio di Delfi, Apollo è anche venerato come dio oracolare capace di svelare, tramite la sacerdotessa, detta Pizia, il futuro agli esseri umani; anche per questo era adorato nell'antichità come uno dei più importanti Olimpi.

## Culto di Apollo

### Apollo in Grecia

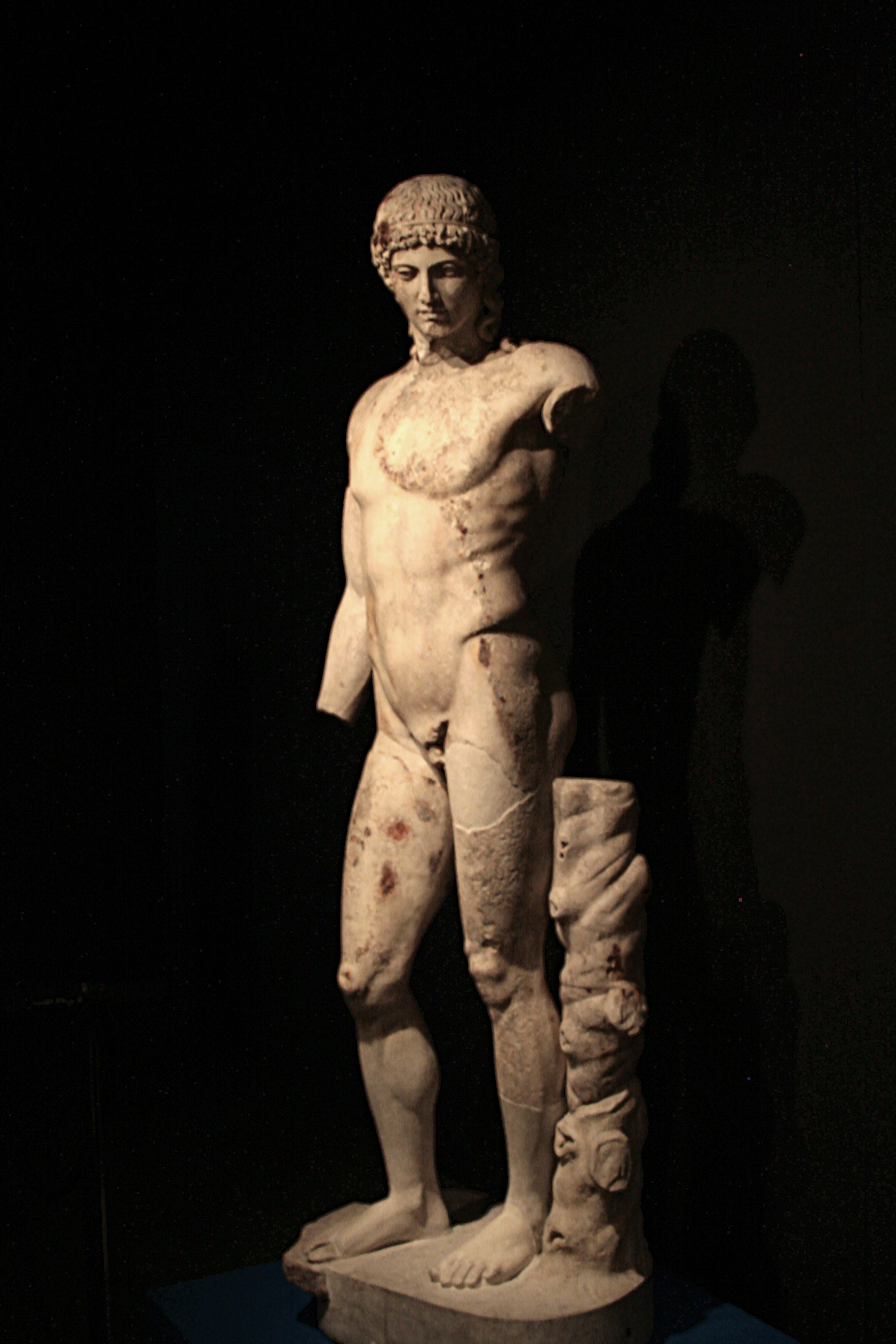
Apollo del Tevere, copia romana, Palazzo Massimo alle Terme

Apollo era uno degli dei più celebri e influenti nell'antica Grecia; ed erano due le città che si contendevano il titolo di luoghi di culto principali del dio: Delfi, sede del già citato oracolo, e Delo. L'importanza attribuita al dio è testimoniata anche da nomi teoforici come Apollonio o Apollodoro, comuni nell'antica Grecia, dalle molte città che portavano il nome di Apollonia, dall'ideale del koûros (κόρος, "giovane"), che gli appartiene e dà il "suo carattere peculiare alla cultura greca nel suo complesso". Il dio delle arti veniva inoltre adorato in numerosi siti di culto sparsi, oltre che sul territorio greco, anche nelle colonie disseminate sulle rive africane del Mediterraneo, nell'esapoli dorica in Caria, in Sicilia e in Magna Grecia.
Come divinità greca, Apollo è figlio di Zeus e di Leto (Latona per i Romani) e fratello gemello di Artemide (per i Romani Diana), dea della caccia e più tardi una delle tre personificazioni della Luna (Luna crescente), insieme con Selene (Luna piena) ed Ecate (Luna calante).
Nella tarda antichità greca Apollo venne anche identificato come dio del Sole, e in molti casi soppiantò Elio quale portatore di luce e auriga del cocchio solare. Nella Religione romana, non aveva nessuna controparte, e il suo culto venne introdotto a Roma circa nel 421 a.C. In ogni caso, presso i Greci Apollo ed Elio rimasero entità separate e distinte nei testi letterari e mitologici dell'epoca, ma non nel culto, dove Apollo era ormai stato assimilato con Elio.
In Grecia e nel mondo ellenistico il culto del dio è attestato dalla diffusione dei nomi Apollodoro (dono di Apollo) ed Eliodoro (dono di Helios).
per il suo lato legato all' ecatombe si praticava un rituale specifico durante il mese di Hekatombaion che ne prende il nome viene onorato con offerte solenni che si concentrano durante il settimo giorno del mese sacro al dio questo epiteto evidenzia il ruolo di apollo come protettore del nuovo anno attico.il festival di Hekatombaia viene celebrato con processioni, musica, canti, offerte sacrificali in grandi quantità di varia natura ma soprattutto animale (buoi nello specifico) Il nome "Ekatombaios" quindi non designa una qualità astratta del dio, ma una modalità del culto che lo venera attraverso l'ecatombe.

### Apollo a Roma

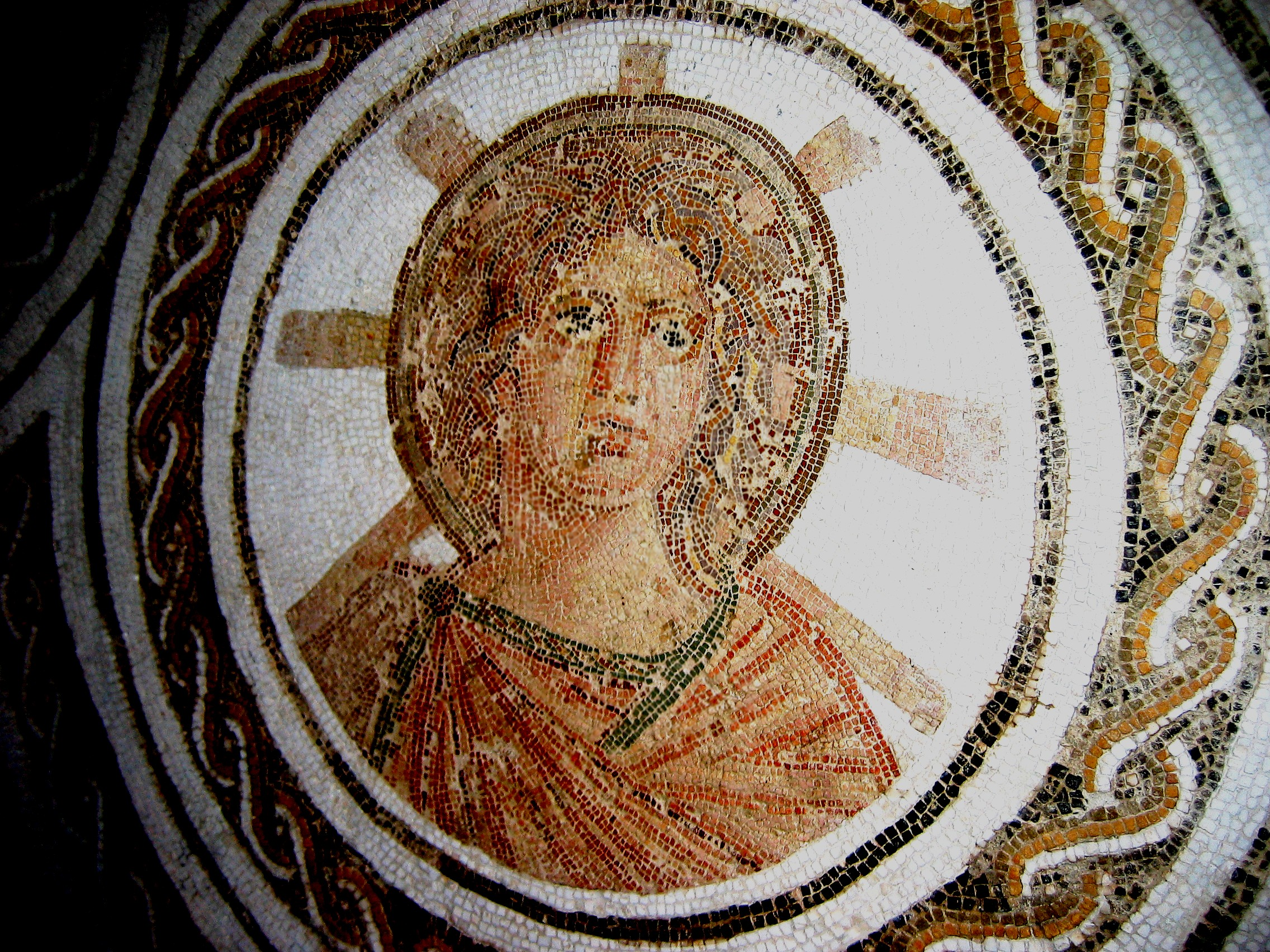
Apollo-Elio in un mosaico romano del II secolo, cinto da un'aureola rappresentante il sole

A differenza di altri dei, Apollo non aveva un equivalente romano diretto: il suo culto venne importato a Roma dal mondo greco, ma fu mediato anche dalla presenza nel pantheon etrusco di un dio analogo, Apulu. Ciò avvenne in tempi piuttosto antichi nella storia romana, infatti fonti tradizionali riferiscono che il culto era presente già in epoca regia. Nel 431 a.C. ad Apollo fu intitolato un tempio in una località dove già sorgeva un sacello o un'area sacra di nome Apollinar come scrive Livio III, 63, 7, in occasione di una pestilenza che afflisse la città. Durante la seconda guerra punica, invece, vennero istituiti i Ludi Apollinari, giochi in onore del dio. Il culto venne incentivato poi, in epoca imperiale, dall'imperatore Augusto, che per consolidare la propria autorità asserì di essere un protetto del dio, che avrebbe anche lanciato un fulmine nell'atrio della sua casa come presagio fausto per la sua lotta contro Antonio; tramite la sua influenza Apollo divenne uno degli dei romani più importanti. Dopo la battaglia di Azio l'imperatore fece rinnovare e ingrandire l'antico tempio di Apollo Sosiano, istituì dei giochi quinquennali in suo onore e finanziò anche la costruzione del tempio di Apollo Palatino sull'omonimo colle dove fu conservata la raccolta di oracoli detta Libri sibillini. In onore del dio, e per compiacere il suo imperatore, il poeta romano Orazio compose inoltre il celebre carmen saeculare.
In epoca imperiale lentamente si arrivò all'identificazione tra Apollo-Elio e l'imperatore stesso, di cui la testimonianza più notevole era il celebre colosso di Nerone che poi diede il nome al vicino anfiteatro Flavio o Colosseo. In epoca tarda il culto di Apollo tornò a separarsi da quello di Elio o Sole, che divenne un culto sincretistico: il Sol Invictus, compagno dell'imperatore, che regnava sul cielo, così come l'altro regnava in terra. In epoca tarda il culto è ancora vivo fino ai primi anni di regno di Costantino I, che, prima della sua conversione al cristianesimo, si faceva raffigurare nelle statue onorarie come il Sole. Gli stessi cristiani d'occidente utilizzarono l'iconografia di Apollo-Sole per le prime raffigurazioni di Cristo, che era raffigurato come un tipo apollineo, giovane, imberbe, con un nimbo di luce sul capo.

### Apollo presso gli Etruschi

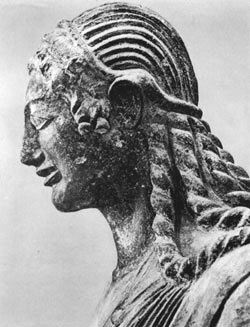
L'Apollo di Veio, particolare con la testa

Nella religione etrusca è possibile trovare un corrispettivo di Apollo nel dio dei tuoni Aplu o Apulu. Tuttavia non è ancora chiaro se l'immagine del dio etrusco sia derivata dal dio greco. Quale dio della profezia presso gli Etruschi però trovava un corrispettivo anche in Suri.

### Origini del culto
Le origini del culto apollineo si perdono nella notte dei tempi. È comunque opinione comune e consolidata tra gli studiosi che il culto del dio sia relativamente recente e che, precedentemente ad Apollo, il santuario di Pito avesse una sua antichissima religione ctonia, legata al culto della Dea Madre. Lo stesso racconto di Eschilo su Apollo che riceve il santuario da Gea, Febe e Temi, tenderebbe a confermarlo. Una teoria però, basata sulla decifrazione degli enigmatici e tanto discussi documenti greci di Glozel (Vichy, Francia), tenderebbe ad ampliare il quadro mitico-storico interessante l'oracolo e collegherebbe la nuova, non identificata divinità, alla vicenda cadmea di Europa e a quella dell'alfabeto portato dallo stesso Cadmo in Beozia in periodo premiceneo. Divinità semitica che di quell'alfabeto, di provenienza siro-palestinese, era l'assoluta detentrice. Il santuario ctonio di Pito era stato dunque occupato, in qualche modo, da una divinità non greca (yh: da cui il noto successivo grido di IE, per Apollo "IEIOS")  la quale però, a sua volta, venne grecizzata, secondo quanto fa intendere il noto racconto erodoteo (Historiae, I,61-62) sulla cacciata dei Cadmei, ovvero dei semiti, da parte degli Argivi. Tuttavia la divinità inglobata nella sfera della cultura greca manteneva alcuni dei caratteri orientali della divinità, come ad esempio l'ineffabilità, la figura androgina, l'aspetto di dio cacciatore e inseguitore del lupo (da cui Apollo Liceo), le qualità di dio ambiguo od obliquo (Lossia) ma, per chi sapeva capirlo rettamente, salvatore e liberatore. Con la calata dei Dori (XII-XI secolo a.C.), una volta annientati i Micenei, il santuario, verosimilmente, subì l'umiliazione e la distruzione dei vincitori e solo verso il IX-VIII secolo a.C. fu riaperto e si risollevò, ma con un Lossia del tutto trasformato e in linea con la nuova religione. Il potentissimo dio androgino di origine semitica entrerebbe così a far parte della sacra famiglia olimpica, sdoppiandosi in Apollo e Artemide e diventando figlio di Zeus e di Leto. Sempre secondo questa teoria, supportata da accertati documenti, la famosa E apud Delphos (la lettera alfabetica epsilon posta tra le colonne nell'ingresso del santuario apollineo) di cui scrive Plutarco, la "E" che stava alla base dell'epifonema esprimente 'acuto dolore' (Esichio) dei fedeli, potrebbe fornire la prova che il nome di Apollo (mai sufficientemente compreso e spiegato dagli studiosi: Farnell, Kern, Hrozny, Nilsson, Cassola, ecc.) fosse derivato da un A/E -pollòn (il grido di dolore "ah!, eh!" esclamato più volte, così come testimoniano la letteratura greca tragica e paratragica).
Nell'età del bronzo greca non esistono attestazioni (almeno nelle tavolette di lineare B note) ad Apollo. Ne esistono invece numerose per il dio Paean (Παιών-Παιήων), un epiteto di Apollo in età classica, noto in lingua achea come pa-ja-wo-ne (e collegato con numerosi santuari antichi di Apollo). Paean è il guaritore degli dei, e il dio della magia e del canto (da cui peana) magico-profetico. Come dio della cura Paean compare anche nell'Iliade, dove, significativamente, non è completamente sovrapposto con Apollo (che parteggia esclusivamente per i troiani).
Infatti esisteva un importante dio anatolico (forse connesso con l'antica religione indoeuropea, e simile al dio vedico Rudra o meglio alla coppia Rudra-Shiba), noto come Aplu (stranamente lo stesso nome dell'Apollo etrusco) che è un dio terribile, legato alla malattia, ma anche alla cura, e un potente arciere, forse anche un protettore della caccia e degli animali selvatici. Per gli Ittiti e gli Hurriti Aplu era il dio della peste e della fine della pestilenza (come nell'Iliade). Per gli Hurriti soprattutto andava collegato agli dei mesopotamici Nergal e Šamaš. Molti culti anatolici sono legati alla profezia e alle sacerdotesse (o anche ai sacerdoti) che cadono in trance mistica per profetizzare, proprio come le sacerdotesse di Apollo a Delfi. Apollo, come già ricordato, è uno degli dei che parteggiano per l'asiatica e anatolica città di Troia nell'Iliade, forse elemento che nasconde una reminiscenza micenea, ovvero un dio che durante la fine dell'età del bronzo non sarebbe ancora greco, ma decisamente anatolico, e sarebbe aggiunto agli olimpi solo in un momento successivo a quella guerra (si veda anche di seguito).
Sempre in età arcaica, con probabili connessioni al periodo miceneo, esistono dei riferimenti ad Apollo Smintheus, il dio "ratto" legato all'agricoltura (forse una divinità pre-indeuropea, assunta a epiteto del dio Apollo), e in particolare ad Apollo Delfino. Questo epiteto di Apollo, molto venerato a Creta e in alcune isole egee, potrebbe essere un dio marino minoico. Ma Apollo poteva trasformarsi in tutti gli animali, fra cui proprio nei delfini, sovente raffigurati nell'arte minoica. Delfino (Delphinios) è un'etimologia alternativa a grembo (Delphyne) per il principale santuario del dio a Delfi. Sempre nella, per ora pressoché sconosciuta, religione minoica esisteva una signora degli animali, collegabile ad Artemide-Diana, o anche a Britomarti/Diktynna (nome a sua volta presumibilmente di etimologia minoica), che presumibilmente avrebbe dovuto avere un doppio maschile. E se la divinità femminile è antesignana di Artemide, quella maschile è da porsi in riferimento ad Apollo. Inoltre i sacerdoti di Apollo a Delfi si definivano Labryaden, nome che a sua volta rimanda alla doppia ascia e al labirinto, simboli religiosi importanti per i Cretesi. Tutti questi riferimenti secondo questa meticolosa ma discutibile analisi portano a ipotizzare che nell'Apollo classico siano confluiti uno o più dei minoici o comunque pre-indeuropei della Grecia e almeno un dio anatolico.

## Attributi ed epiteti

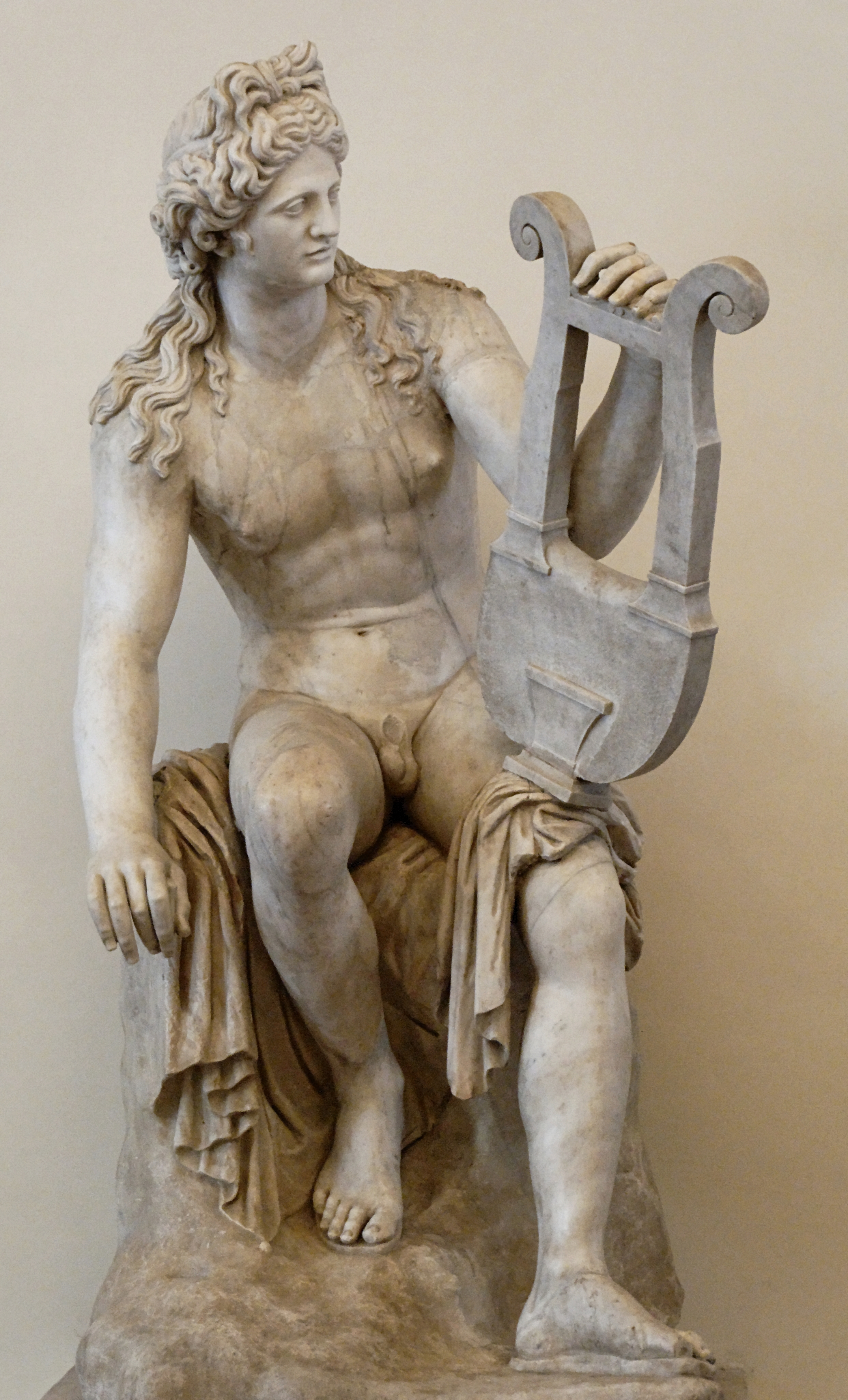
Apollo con in mano una lira, uno dei suoi simboli tipici, in una statua del I secolo

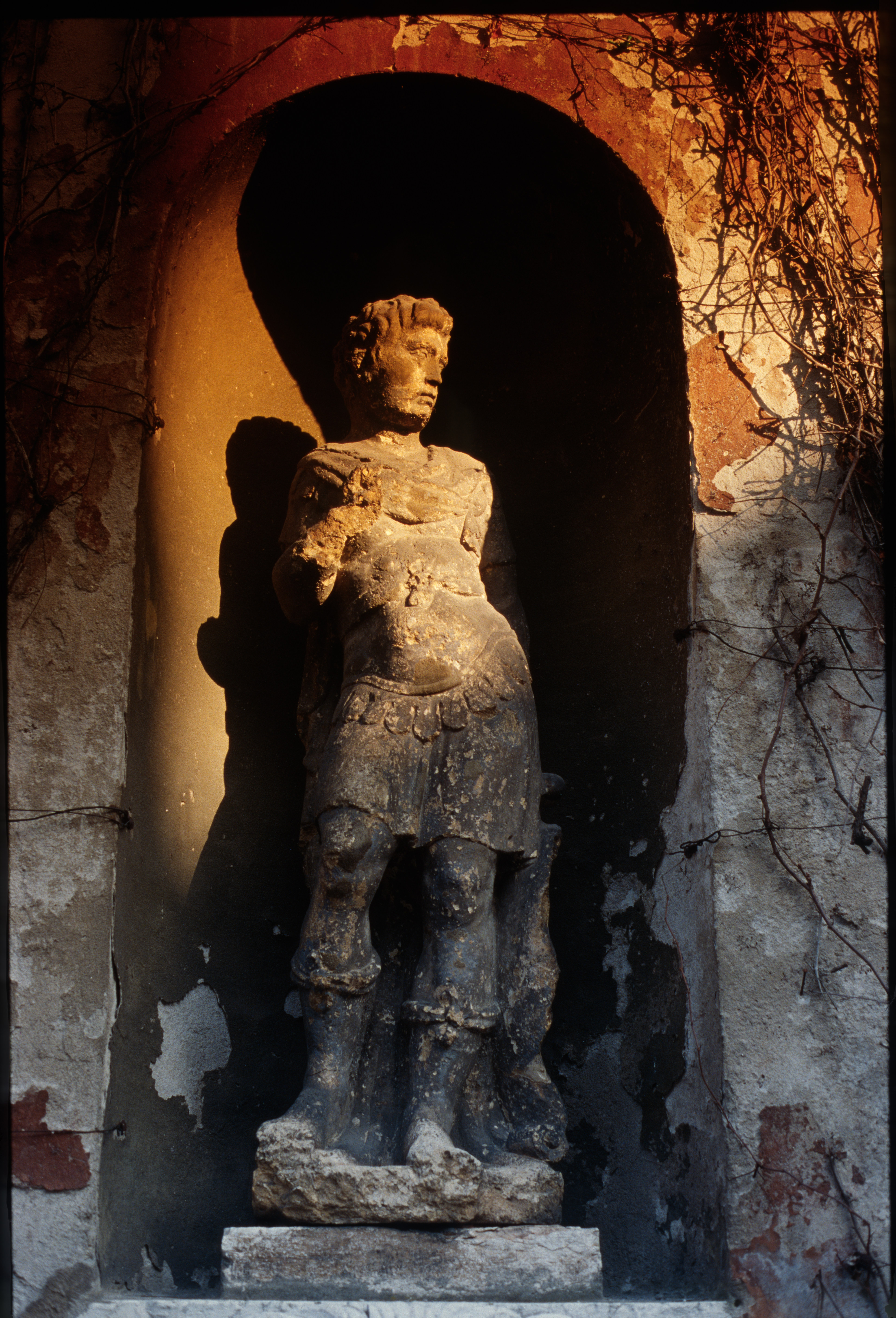
Scultura manierista di Apollo nel cortile di Palazzo Giusti a Verona, con la tipica posa a chiasmo

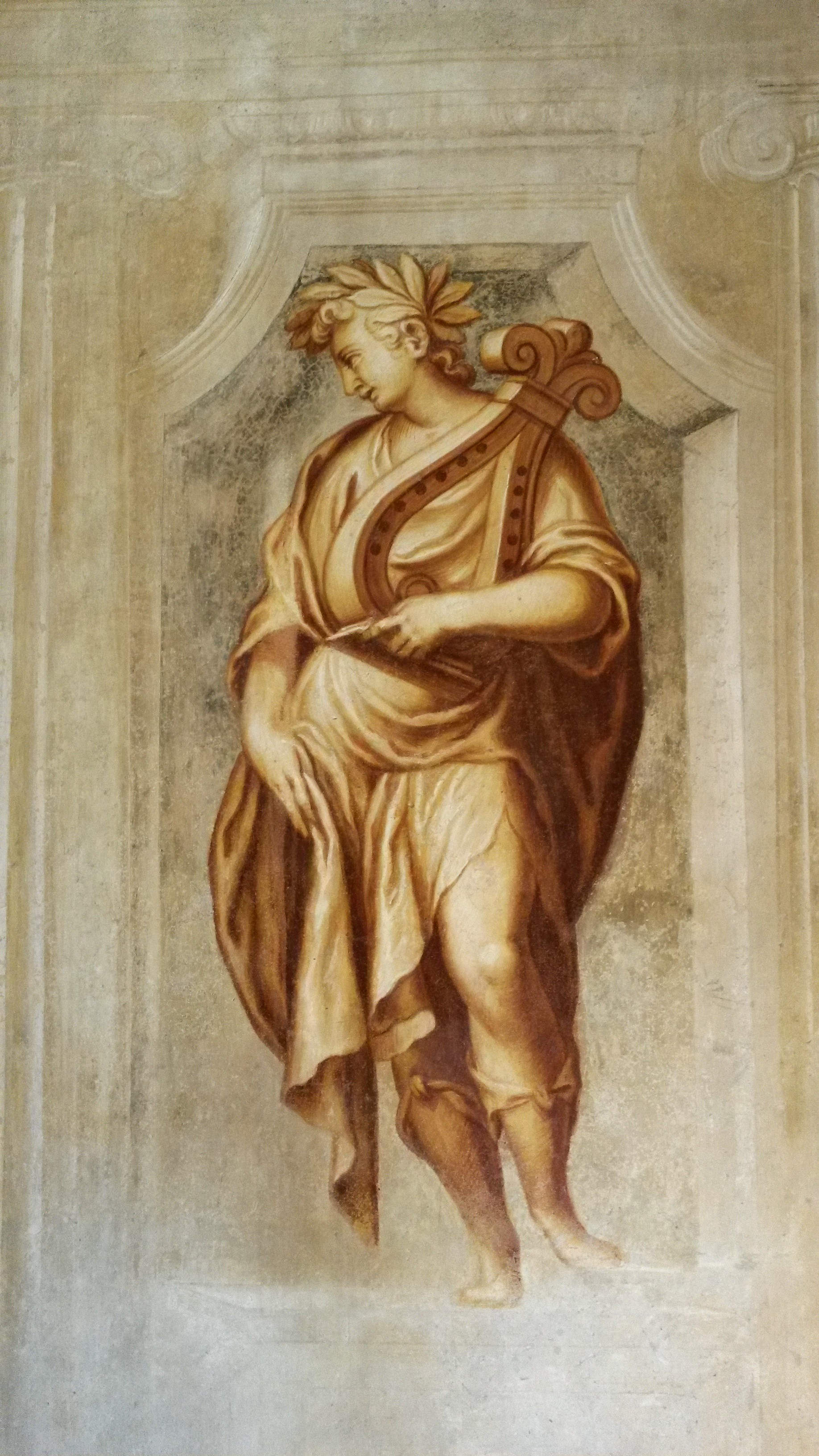
Paolo Farinati, Apollo con la lira, 1590 circa, affresco, Villa Nichesola-Conforti, Ponton di Sant'Ambrogio di Valpolicella (Verona)

Apollo è normalmente raffigurato coronato di alloro, pianta simbolo di vittoria, sotto la quale alcune leggende volevano che il dio fosse nato e anche in virtù dell'epilogo del suo infatuamento per Dafne (che in greco significa lauro, alloro). Suoi attributi tipici sono l'arco, con le sue portentose frecce, e la cetra. Altro suo emblema caratteristico è il tripode sacrificale, simbolo dei suoi poteri profetici. Animali sacri al dio sono i cigni (simbolo di bellezza), i lupi, le cicale (a simboleggiare la musica e il canto), e ancora i falchi, i corvi, i delfini, in cui spesso il dio amava trasformarsi e i serpenti, questi ultimi con riferimento ai suoi poteri oracolari, e il gallo. Altro simbolo di Apollo è il grifone, animale mitologico di lontana origine orientale.
Come molti altri dei greci, Apollo ha numerosi epiteti, atti a riflettere i diversi ruoli, poteri e aspetti della personalità del dio stesso. Il titolo di gran lunga maggiormente attribuito ad Apollo (e spesso condiviso dalla sorella Artemide) era quello di Febo, letteralmente "splendente" o "lucente", riferito sia alla sua bellezza sia al suo legame con il sole (o con la luna nel caso di Artemide). Quest'appellativo venne mutuato e utilizzato anche dai Romani.
Altri epiteti del dio sono:
- Akesios o Iatros, dal comune significato di guaritore e riferiti al suo ruolo di protettore della medicina, in quanto padre di Esculapio. In questo senso, i Romani gli diedero invece l'epiteto di Medicus, e un tempio della Roma antica era dedicato appunto all'Apollo Medico.
- Alexikakos' o Apotropaeos, entrambi significanti "colui che scaccia - o tiene lontano - il male". Un simile significato ha anche l'appellativo di Averruncus che gli diedero i Romani. Questi appellativi si riferivano, oltre che al suo già citato ruolo di patrono dei medici, al suo potere di scatenare - e dunque anche di tener lontane - malattie e pestilenze.
- Aphetoros (dio dell'arco) e Argurotoxos (dio dall'arco d'argento), in quanto patrono degli arcieri e provetto tiratore lui stesso. I Romani lo definivano invece Arcitenens, "colui che porta l'arco".
- Archegetes, "colui che guida la fondazione", in quanto patrono di molte colonie greche oltremare.
- Lyceios e Lykegenes, che possono essere sia un riferimento al lupo, animale a lui sacro, sia alla terra di Licia, la regione nella quale alcune leggende riportavano che Apollo fosse nato.
- Loxias (l'oscuro) e Coelispex (colui che scruta i cieli) con riferimento alle sue capacità oracolari.
- Musagete (guida delle Muse) in quanto fu lui a convincerle ad abbandonare la loro antica dimora, il monte Elicona, portandole a Delfi e divenendo il loro protettore.
- Phoebus (il luminoso), l'epiteto più usato dai Greci e Romani.
- Targelio in quanto apportatore del fecondo calore che matura i prodotti della terra.
- Ekatombaios è un epiteto che rivela una specifica forma di culto del dio Apollo associata al rito dell'ecatombe—ossia un grande sacrificio rituale che prevedeva l’immolazione di cento buoi (dal greco ἑκατόμβη, hekatómbē).

## Mito

### Nascita

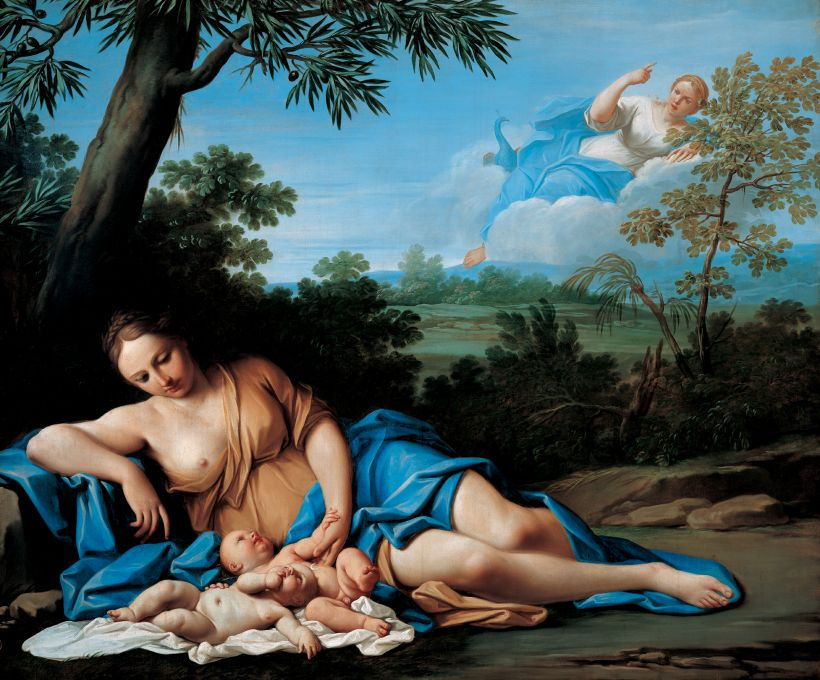
Marcantonio Franceschini, Nascita di Apollo e Artemide, Liechtenstein Palace Vienna

Apollo nacque, come sua sorella gemella Artemide, dall'unione extraconiugale di Zeus con Leto. Quando Era seppe di questa relazione, desiderosa di vendetta, proibì alla partoriente di dare alla luce suo figlio su qualsiasi terra, fosse essa un continente o un'isola. Disperata, Leto vagò fino a giungere sull'isola di Delo, appena sorta dalle acque e, stando al mito, ancora galleggiante sulle onde e non ancorata al suolo. Essendo, perciò, Delo non ancora una vera isola, Leto poté darvi alla luce Apollo e Artemide, precisamente ai piedi del Monte Cinto.
Altri miti riportano che la vendicativa Era, pur di impedirne la nascita, giunse a rapire Ilizia, la dea del parto. Solo l'intervento degli altri dei, che offrirono alla regina dell'Olimpo una collana di ambra lunga nove metri, riuscì a convincere Era a desistere dal suo intento. I miti riportano che Artemide fu la prima dei gemelli a nascere, e che abbia in seguito aiutato la madre nel parto di Apollo. Questi nacque in una notte di plenilunio, che fu da allora il giorno del mese a lui consacrato: nel momento in cui nacque il dio, cigni sacri vennero a volare sopra l'isola, facendone sette volte il giro, poiché era il settimo giorno del mese.
Ancora altri dicono che Era avesse mandato un serpente sulla Terra per seguire Leto tutta la vita, impedendo, così, a chiunque di ospitarla e darle un rifugio. Leto vagò per molto tempo ma Poseidone, impietosito dalla sua situazione, lasciò che si rifugiasse in mare (dato che letteralmente non era terra) visto che lui, essendo il fratello di Zeus, poteva permettersi di sfidare Era.

### Genealogia (Esiodo)
|                   |                   |                   |                   |                   |                   |      |      |      |      |      |      |  |  |        |        |        |        |          |        |   |   |          |          |          |          |          |          |  |  |           |           |           |           |           |           |  |  |     |     |     |     |     |     |  |  |         |         |         |         |         |         |  |  |       |       |       |       |       |       |
|                   |                   |                   |                   |                   |                   |      |      |      |      |      |      |  |  |        |        |        |        |          |        |   |   | Urano    | Urano    | Urano    | Urano    | Urano    | Urano    |  |  | Gea       | Gea       | Gea       | Gea       | Gea       | Gea       |  |  |     |     |     |     |     |     |  |  |         |         |         |         |         |         |  |  |       |       |       |       |       |       |
|                   |                   |                   |                   |                   |                   |      |      |      |      |      |      |  |  |        |        |        |        |          |        |   |   | Urano    | Urano    | Urano    | Urano    | Urano    | Urano    |  |  | Gea       | Gea       | Gea       | Gea       | Gea       | Gea       |  |  |     |     |     |     |     |     |  |  |         |         |         |         |         |         |  |  |       |       |       |       |       |       |
|                   |                   |                   |                   |                   |                   |      |      |      |      |      |      |  |  |        |        |        |        |          |        |   |   |          |          |          |          |          |          |  |  |           |           |           |           |           |           |  |  |     |     |     |     |     |     |  |  |         |         |         |         |         |         |  |  |       |       |       |       |       |       |
|                   |                   |                   |                   |                   |                   |      |      |      |      |      |      |  |  |        |        |        |        |          |        |   |   |          |          |          |          |          |          |  |  |           |           |           |           |           |           |  |  |     |     |     |     |     |     |  |  |         |         |         |         |         |         |  |  |       |       |       |       |       |       |
| Genitali di Urano | Genitali di Urano | Genitali di Urano | Genitali di Urano | Genitali di Urano | Genitali di Urano |      |      |      |      |      |      |  |  |        |        |        |        |          |        |   |   | Crono    | Crono    | Crono    | Crono    | Crono    | Crono    |  |  | Rea       | Rea       | Rea       | Rea       | Rea       | Rea       |  |  |     |     |     |     |     |     |  |  |         |         |         |         |         |         |  |  |       |       |       |       |       |       |
| Genitali di Urano | Genitali di Urano | Genitali di Urano | Genitali di Urano | Genitali di Urano | Genitali di Urano |      |      |      |      |      |      |  |  |        |        |        |        |          |        |   |   | Crono    | Crono    | Crono    | Crono    | Crono    | Crono    |  |  | Rea       | Rea       | Rea       | Rea       | Rea       | Rea       |  |  |     |     |     |     |     |     |  |  |         |         |         |         |         |         |  |  |       |       |       |       |       |       |
|                   |                   |                   |                   |                   |                   |      |      |      |      |      |      |  |  |        |        |        |        |          |        |   |   |          |          |          |          |          |          |  |  |           |           |           |           |           |           |  |  |     |     |     |     |     |     |  |  |         |         |         |         |         |         |  |  |       |       |       |       |       |       |
|                   |                   |                   |                   |                   |                   |      |      |      |      |      |      |  |  |        |        |        |        |          |        |   |   |          |          |          |          |          |          |  |  |           |           |           |           |           |           |  |  |     |     |     |     |     |     |  |  |         |         |         |         |         |         |  |  |       |       |       |       |       |       |
|                   |                   |                   |                   |                   |                   | Zeus | Zeus | Zeus | Zeus | Zeus | Zeus |  |  |        |        |        |        |          |        |   |   | Era      | Era      | Era      | Era      | Era      | Era      |  |  | Poseidone | Poseidone | Poseidone | Poseidone | Poseidone | Poseidone |  |  | Ade | Ade | Ade | Ade | Ade | Ade |  |  | Demetra | Demetra | Demetra | Demetra | Demetra | Demetra |  |  | Estia | Estia | Estia | Estia | Estia | Estia |
|                   |                   |                   |                   |                   |                   | Zeus | Zeus | Zeus | Zeus | Zeus | Zeus |  |  |        |        |        |        |          |        |   |   | Era      | Era      | Era      | Era      | Era      | Era      |  |  | Poseidone | Poseidone | Poseidone | Poseidone | Poseidone | Poseidone |  |  | Ade | Ade | Ade | Ade | Ade | Ade |  |  | Demetra | Demetra | Demetra | Demetra | Demetra | Demetra |  |  | Estia | Estia | Estia | Estia | Estia | Estia |
|                   |                   |                   |                   |                   |                   |      |      |      |      |      |      |  |  |        |        |        |        |          |        |   |   |          |          |          |          |          |          |  |  |           |           |           |           |           |           |  |  |     |     |     |     |     |     |  |  |         |         |         |         |         |         |  |  |       |       |       |       |       |       |
|                   |                   |                   |                   |                   |                   |      |      |      |      |      |      |  |  |        |        |        |        |          |        |   |   |          |          |          |          |          |          |  |  |           |           |           |           |           |           |  |  |     |     |     |     |     |     |  |  |         |         |         |         |         |         |  |  |       |       |       |       |       |       |
|                   |                   |                   |                   |                   |                   |      |      |      |      |      |      |  |  |        |        |        |        |          |        | a |   |          |          |          |          |          |          |  |  |           |           |           |           |           |           |  |  |     |     |     |     |     |     |  |  |         |         |         |         |         |         |  |  |       |       |       |       |       |       |
|                   |                   |                   |                   |                   |                   |      |      |      |      |      |      |  |  |        |        |        |        |          |        |   |   |          |          | b        |          |          |          |  |  |           |           |           |           |           |           |  |  |     |     |     |     |     |     |  |  |         |         |         |         |         |         |  |  |       |       |       |       |       |       |
|                   |                   |                   |                   |                   |                   |      |      |      |      |      |      |  |  |        |        |        |        |          |        |   |   |          |          |          |          |          |          |  |  |           |           |           |           |           |           |  |  |     |     |     |     |     |     |  |  |         |         |         |         |         |         |  |  |       |       |       |       |       |       |
|                   |                   |                   |                   |                   |                   |      |      |      |      |      |      |  |  | Ares   | Ares   | Ares   | Ares   | Ares     | Ares   |   |   | Efesto   | Efesto   | Efesto   | Efesto   | Efesto   | Efesto   |  |  |           |           |           |           |           |           |  |  |     |     |     |     |     |     |  |  |         |         |         |         |         |         |  |  |       |       |       |       |       |       |
|                   |                   |                   |                   |                   |                   |      |      |      |      |      |      |  |  | Ares   | Ares   | Ares   | Ares   | Ares     | Ares   |   |   | Efesto   | Efesto   | Efesto   | Efesto   | Efesto   | Efesto   |  |  | Meti      |           |           |           |           |           |  |  |     |     |     |     |     |     |  |  |         |         |         |         |         |         |  |  |       |       |       |       |       |       |
|                   |                   |                   |                   |                   |                   |      |      |      |      |      |      |  |  |        |        |        |        |          |        |   |   |          |          |          |          |          |          |  |  |           |           |           |           |           |           |  |  |     |     |     |     |     |     |  |  |         |         |         |         |         |         |  |  |       |       |       |       |       |       |
|                   |                   |                   |                   |                   |                   |      |      |      |      |      |      |  |  |        |        |        |        | Atena    |        |   |   |          |          |          |          |          |          |  |  |           |           |           |           |           |           |  |  |     |     |     |     |     |     |  |  |         |         |         |         |         |         |  |  |       |       |       |       |       |       |
|                   |                   |                   |                   |                   |                   |      |      |      |      |      |      |  |  |        |        |        |        |          |        |   |   |          |          |          |          |          |          |  |  | Latona    |           |           |           |           |           |  |  |     |     |     |     |     |     |  |  |         |         |         |         |         |         |  |  |       |       |       |       |       |       |
|                   |                   |                   |                   |                   |                   |      |      |      |      |      |      |  |  |        |        |        |        |          |        |   |   |          |          |          |          |          |          |  |  |           |           |           |           |           |           |  |  |     |     |     |     |     |     |  |  |         |         |         |         |         |         |  |  |       |       |       |       |       |       |
|                   |                   |                   |                   |                   |                   |      |      |      |      |      |      |  |  |        |        |        |        |          |        |   |   |          |          |          |          |          |          |  |  |           |           |           |           |           |           |  |  |     |     |     |     |     |     |  |  |         |         |         |         |         |         |  |  |       |       |       |       |       |       |
|                   |                   |                   |                   |                   |                   |      |      |      |      |      |      |  |  |        |        |        |        |          |        |   |   |          |          |          |          |          |          |  |  |           |           |           |           |           |           |  |  |     |     |     |     |     |     |  |  |         |         |         |         |         |         |  |  |       |       |       |       |       |       |
|                   |                   |                   |                   |                   |                   |      |      |      |      |      |      |  |  | Apollo | Apollo | Apollo | Apollo | Apollo   | Apollo |   |   | Artemide | Artemide | Artemide | Artemide | Artemide | Artemide |  |  |           |           |           |           |           |           |  |  |     |     |     |     |     |     |  |  |         |         |         |         |         |         |  |  |       |       |       |       |       |       |
|                   |                   |                   |                   |                   |                   |      |      |      |      |      |      |  |  | Apollo | Apollo | Apollo | Apollo | Apollo   | Apollo |   |   | Artemide | Artemide | Artemide | Artemide | Artemide | Artemide |  |  | Maia      |           |           |           |           |           |  |  |     |     |     |     |     |     |  |  |         |         |         |         |         |         |  |  |       |       |       |       |       |       |
|                   |                   |                   |                   |                   |                   |      |      |      |      |      |      |  |  |        |        |        |        |          |        |   |   |          |          |          |          |          |          |  |  |           |           |           |           |           |           |  |  |     |     |     |     |     |     |  |  |         |         |         |         |         |         |  |  |       |       |       |       |       |       |
|                   |                   |                   |                   |                   |                   |      |      |      |      |      |      |  |  |        |        |        |        | Ermes    |        |   |   |          |          |          |          |          |          |  |  |           |           |           |           |           |           |  |  |     |     |     |     |     |     |  |  |         |         |         |         |         |         |  |  |       |       |       |       |       |       |
|                   |                   |                   |                   |                   |                   |      |      |      |      |      |      |  |  |        |        |        |        |          |        |   |   |          |          |          |          |          |          |  |  | Semele    |           |           |           |           |           |  |  |     |     |     |     |     |     |  |  |         |         |         |         |         |         |  |  |       |       |       |       |       |       |
|                   |                   |                   |                   |                   |                   |      |      |      |      |      |      |  |  |        |        |        |        |          |        |   |   |          |          |          |          |          |          |  |  |           |           |           |           |           |           |  |  |     |     |     |     |     |     |  |  |         |         |         |         |         |         |  |  |       |       |       |       |       |       |
|                   |                   |                   |                   |                   |                   |      |      |      |      |      |      |  |  |        |        |        |        | Dioniso  |        |   |   |          |          |          |          |          |          |  |  |           |           |           |           |           |           |  |  |     |     |     |     |     |     |  |  |         |         |         |         |         |         |  |  |       |       |       |       |       |       |
|                   |                   |                   |                   |                   |                   |      |      |      |      |      |      |  |  |        |        |        |        |          |        |   |   |          |          |          |          |          |          |  |  | Dione     |           |           |           |           |           |  |  |     |     |     |     |     |     |  |  |         |         |         |         |         |         |  |  |       |       |       |       |       |       |
|                   |                   |                   |                   |                   |                   |      |      |      |      |      |      |  |  |        |        |        |        |          |        |   |   |          |          |          |          |          |          |  |  |           |           |           |           |           |           |  |  |     |     |     |     |     |     |  |  |         |         |         |         |         |         |  |  |       |       |       |       |       |       |
| a                 | a                 | a                 | a                 | a                 | a                 |      |      |      |      |      |      |  |  |        |        |        |        |          |        | b | b | b        | b        | b        | b        |          |          |  |  |           |           |           |           |           |           |  |  |     |     |     |     |     |     |  |  |         |         |         |         |         |         |  |  |       |       |       |       |       |       |
| a                 | a                 | a                 | a                 | a                 | a                 |      |      |      |      |      |      |  |  |        |        |        |        |          |        | b | b | b        | b        | b        | b        |          |          |  |  |           |           |           |           |           |           |  |  |     |     |     |     |     |     |  |  |         |         |         |         |         |         |  |  |       |       |       |       |       |       |
|                   |                   |                   |                   |                   |                   |      |      |      |      |      |      |  |  |        |        |        |        |          |        |   |   |          |          |          |          |          |          |  |  |           |           |           |           |           |           |  |  |     |     |     |     |     |     |  |  |         |         |         |         |         |         |  |  |       |       |       |       |       |       |
|                   |                   |                   |                   |                   |                   |      |      |      |      |      |      |  |  |        |        |        |        | Afrodite |        |   |   |          |          |          |          |          |          |  |  |           |           |           |           |           |           |  |  |     |     |     |     |     |     |  |  |         |         |         |         |         |         |  |  |       |       |       |       |       |       |

### Giovinezza: l'uccisione di Pitone e istituzione dell'Oracolo di Delfi
Poco più che bambino, Apollo si cimentò nell'impresa di uccidere il serpente gigante Pitone, colpevole di aver tentato di stuprare Leto mentre questa era incinta del dio. Partito da Delo, Apollo subito si diresse verso il monte Parnaso, dove si celava il serpente Pitone, nemico di sua madre, e lo ferì gravemente con le sue frecce forgiate da Efesto. Pitone si rifugiò presso l'oracolo della Madre Terra a Delfi, città così chiamata in onore del mostro Delfine, compagna di Pitone; ma Apollo osò inseguirlo anche nel tempio e lo finì dinanzi al sacro crepaccio.
La Madre Terra, oltraggiata, ricorse a Zeus che non soltanto ordinò ad Apollo di farsi purificare a Tempe, ma istituì i giochi pitici in onore di Pitone, e costrinse Apollo a presiederli per penitenza. Apollo, invece di recarsi a Tempe, andò a Egialia in compagnia della sorella Artemide, per purificarsi; e poiché il luogo non gli piacque, salpò per Tarra a Creta, dove re Carmanore eseguì la cerimonia di purificazione. Al suo ritorno in Grecia, Apollo andò a cercare Pan, il dio arcade dalle gambe di capra e dalla dubbia reputazione, e dopo avergli strappato con blandizie i segreti dell'arte divinatoria, si impadronì dell'oracolo delfico e ne costrinse la sacerdotessa, detta pitonessa o la Pizia, a servirlo.

### Apollo e Tizio
Leto si era recata con Artemide a Delfi, dove si appartò in un sacro boschetto per adempiere a certi riti. Era, per vendicarsi di Leto suscitò un forte desiderio al gigante Tizio, che stava tentando di violentarla, quando Apollo e Artemide, udite le grida della madre, accorsero e uccisero Tizio con nugolo di frecce: una vendetta che Zeus, padre di Tizio, giudicò atto di giustizia. Nel Tartaro Tizio fu condannato alla tortura con le braccia e le gambe solidamente fissate al suolo e due avvoltoi gli mangiavano il fegato.

### Apollo, Marsia e i figli di Niobe
Altre azioni che gli sono state attribuite dai miti durante la giovinezza, non furono così nobili: il dio sfidò il satiro Marsia (o, secondo altre fonti, venne da questi sfidato) in una gara musicale di flauto; in seguito alla vittoria, per punire l'ardire del satiro, che si era impudentemente vantato di essere più bravo di lui, lo fece legare a un albero e scorticare vivo. Un altro mito racconta invece come si vendicò terribilmente di Niobe, regina di Tebe, la quale, eccessivamente fiera dei suoi quattordici figli (sette maschi e sette femmine), aveva deriso Leto per averne avuti solo due. Per salvare l'onore della madre, Apollo, insieme con sua sorella Artemide, utilizzò il suo terribile arco per uccidere la donna e i suoi figli, risparmiandone solo due, Amicla e Clori, i quali riuscirono a ottenere la pietà dei fratelli divini.

### Apollo e Admeto
Quando Zeus uccise Asclepio, figlio di Apollo, come punizione per aver osato resuscitare i morti con il suo talento medico, il dio per vendetta massacrò i ciclopi, che avevano forgiato i fulmini di Zeus. Stando alla tragedia di Euripide Alcesti, come punizione per questo suo gesto Apollo venne costretto dal padre a servire Admeto, re di Fere, per nove anni. Apollo lavorò dunque presso il re come pastore, e venne da costui trattato in modo tanto gentile che, allo scadere dei nove anni, gli concesse un dono: fece sì che le sue mucche partorissero solo vitelli gemelli. In seguito, il dio aiutò Admeto a ottenere la mano di Alcesti, che per volere del padre sarebbe potuta andare in sposa solo a chi fosse riuscito a mettere il giogo a due bestie feroci: Apollo gli regalò dunque un carro trainato da un leone e un cinghiale.

### Apollo e Orfeo
Orfeo era un suonatore di cetra. Perse sua moglie Euridice, per cui tentò di salvarla dagli Inferi ma non ci riuscì. Sedusse Persefone con la sua musica e in cambio chiese di riportare in vita Euridice e lei acconsentì a un solo prezzo: non avrebbe dovuto guardare sua moglie finché non fossero stati all'uscita degli Inferi. Ma lui, quasi alla fine del corridoio che conduceva alla salvezza, si girò e lei morì per sempre. Disperato tentò il suicidio e distrusse la sua cetra. Così Apollo lo prese con sé e lo portò sull'Olimpo.

### Apollo ed Ermes
Un mito degli inni omerici racconta dell'incontro tra il giovane Ermes e Apollo. Il dio dei ladri, appena nato, sfuggì infatti alla custodia della madre Maia e incominciò a vagabondare per la Tessaglia, fino a imbattersi nel gregge di Admeto, custodito da Apollo. Ermes riuscì con uno stratagemma a rubare gli animali e, dopo essersi nascosto in una grotta, usò gli intestini di alcuni di essi per confezionarsi una lira; un'altra leggenda a questo proposito parla invece di un guscio di tartaruga. Quando Apollo, infuriato, riuscì a rintracciare Ermes e a pretendere, con l'appoggio di Zeus, la restituzione del bestiame, non poté fare a meno di innamorarsi dello strumento e del suo suono, e accettò infine di lasciare a Ermes il maltolto, in cambio della lira, che sarebbe diventata da allora uno dei suoi simboli sacri. Divenne quindi il dio della musica, mentre Ermes venne considerato anche come il dio del commercio. La lira poi passò a Orfeo; alla morte di questi, Apollo decise di tramutarla in cielo nell'omonima costellazione.

### Apollo e Oreste
Apollo ordinò a Oreste, tramite il suo oracolo di Delfi, di uccidere sua madre Clitennestra; per questo suo crimine Oreste venne a lungo perseguitato dalle Erinni.

### Apollo durante la guerra di Troia

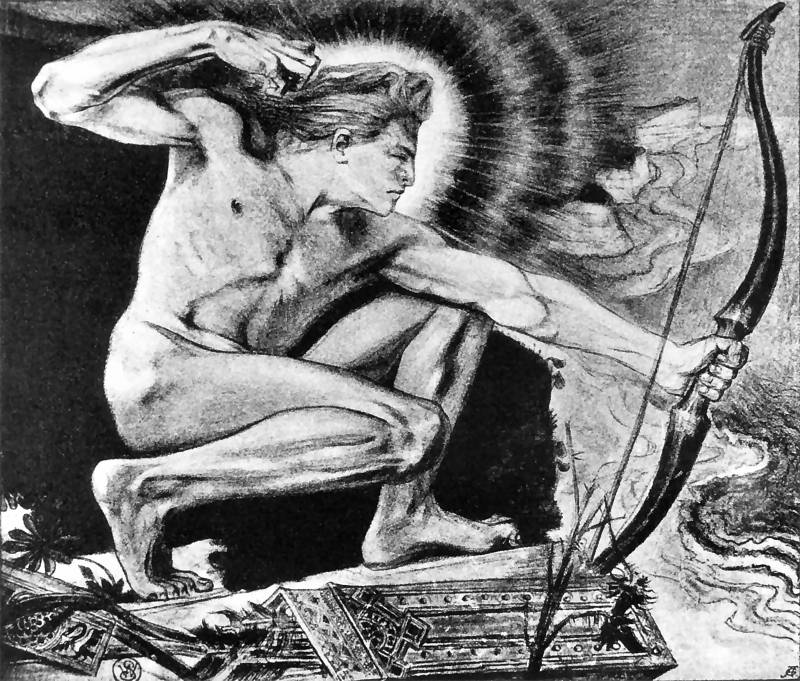
Apollo scaglia le frecce mortali contro l'accampamento acheo, disegno di Stanisław Wyspiański (c. 1897).

L'inizio dell'Iliade di Omero vede Apollo schierato a fianco dei Troiani, durante la guerra di Troia. Il dio era infatti infuriato con i Greci, e in particolare con il loro capo Agamennone, per il rapimento da questi perpetrato di Criseide, giovane figlia di Crise, sacerdote di Apollo. Per vendicare l'affronto, il dio decimò le schiere achee con le sue terribili frecce, fino a che il capo dei Greci non acconsentì a rilasciare la prigioniera, pretendendo in cambio Briseide, schiava di Achille. Questo fatto provocò l'ira dell'eroe Mirmidone, che è uno dei temi centrali del poema.
Apollo continuò comunque a parteggiare per i Troiani durante la guerra: in un'occasione salvò la vita a Enea, ingaggiato in duello da Diomede. Da non dimenticare, infine, l'importantissimo aiuto che il dio offrì a Ettore e a Euforbo nel combattimento che li vedeva avversari del potente Patroclo, amante e allievo del valoroso Achille; il dio infatti, oltre ad aver stordito il giovane, che i Troiani avevano scambiato per il re mirmidone, vista l'armatura che indossava, lo privò di quest'ultima sciogliendola come neve al sole. Distrusse perfino la punta della lancia con cui Patroclo stava mietendo vittime tra le file troiane.
Fu infine Apollo a guidare la freccia scoccata da Paride che colpì Achille al tallone, l'unico suo punto debole, uccidendolo.

### Amori di Apollo

#### Apollo e Daphne

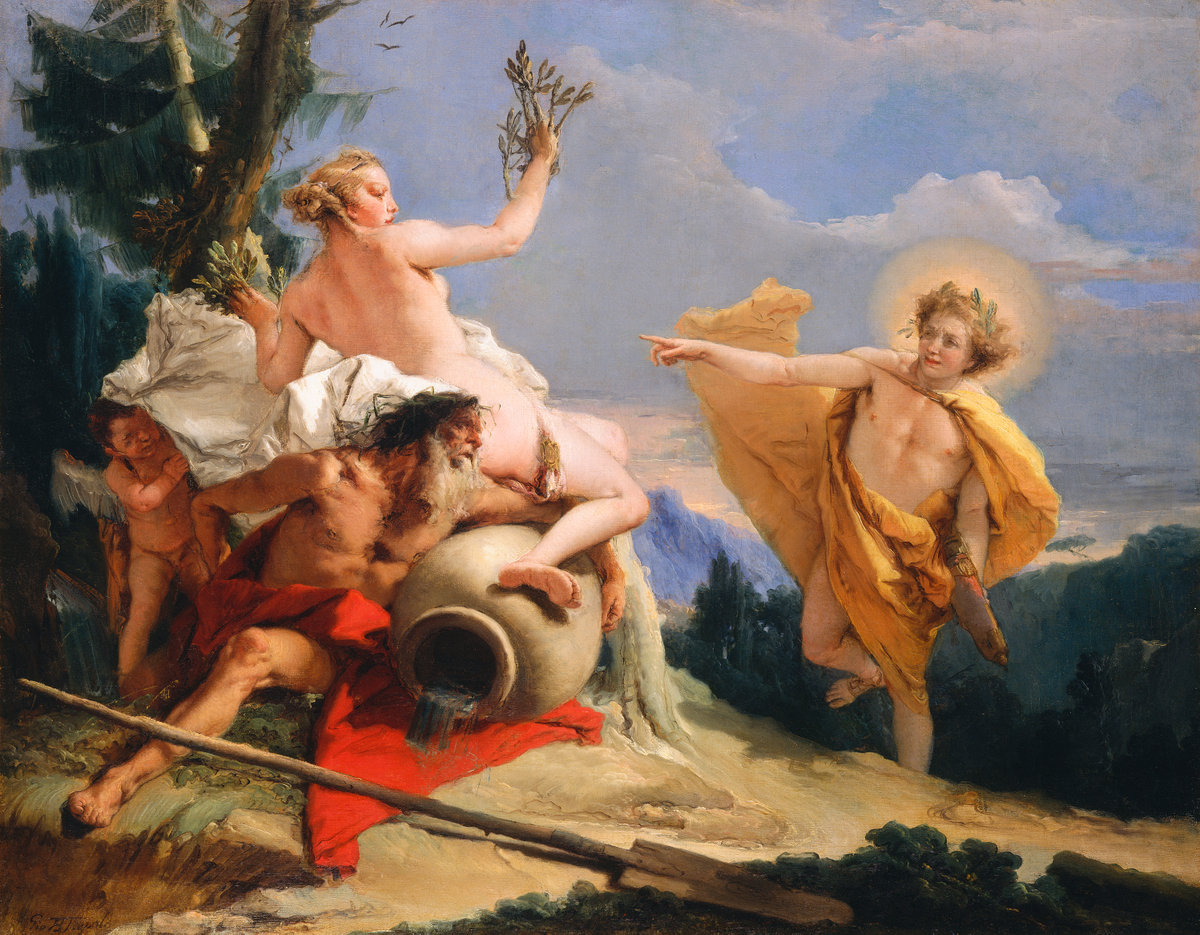
Apollo insegue Dafne, opera di Giambattista Tiepolo

Un giorno Eros, stanco delle continue derisioni di Apollo, che vantava di essere il più bello tra gli dei, di essere il dio della poesia nonché un arciere migliore di lui, lo colpì con una delle sue frecce d'oro, facendolo innamorare perdutamente della ninfa Daphne. Allo stesso tempo però, colpì anche la ninfa con una freccia di piombo arrugginita e spuntata in modo che rifiutasse l'amore di Apollo e addirittura rabbrividisse per l'orrore alla sua vista. Perseguitata dal dio innamorato, la ninfa, piangendo e gridando, chiese aiuto al padre Penéo, dio del fiume omonimo, che la tramutò in una pianta di lauro (alloro). Apollo pianse abbracciando il tronco di Daphne, che ormai era un albero. Per questo il lauro divenne la pianta prediletta da Apollo, con la quale era solito far ornare i suoi templi e anche i suoi capelli.

#### Apollo e Giacinto

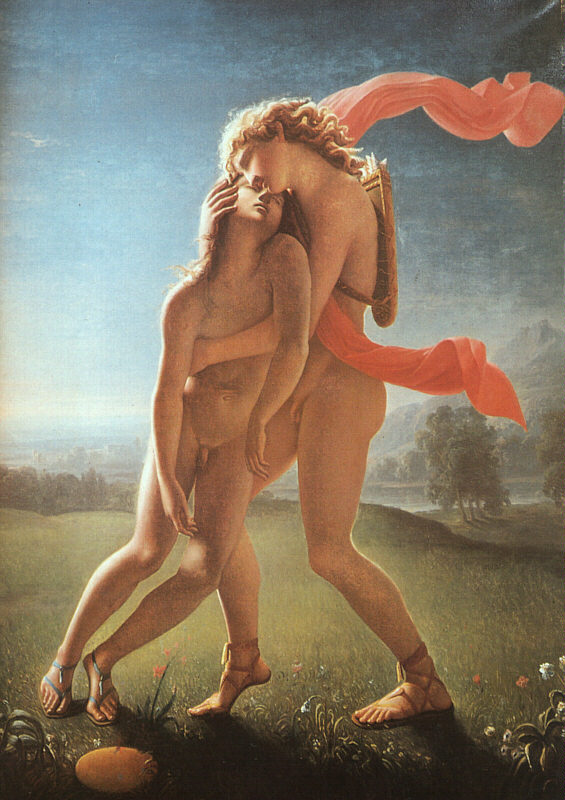
La morte di Giacinto, dipinto di Jean Broc

Uno dei miti più conosciuti riferiti al dio è quello della sua triste storia d'amore con il principe spartano Giacinto, mito narrato, fra gli altri, da Ovidio nelle sue Metamorfosi. I due si amavano profondamente, quando un giorno, mentre si stavano allenando nel lancio del disco, il giovane venne colpito alla testa dal disco lanciato da Apollo; responsabile della tragedia fu Zefiro, geloso dell'amore fra i due, che un soffio spinse il disco contro il principe. Ferito a morte, Giacinto non poté che accasciarsi tra le braccia del compagno che, impotente, lo trasformò nel rosso fiore che porta il suo nome, e con le sue lacrime tracciò sui suoi petali le lettere άί (ai), che in greco è un'esclamazione di dolore.
Saputo che Tamiri, un pretendente "scartato" da Giacinto, reputava di superare le muse nelle loro arti, il dio andò dalle sue allieve per riferire tali parole. Le muse, allora, privarono il presuntuoso Tamiri della vista, della voce e della memoria.

#### Apollo e Cassandra
Per sedurre Cassandra, figlia del re di Troia Priamo, Apollo le promise il dono della profezia. Tuttavia, dopo aver accettato il patto, la donna si tirò indietro, rimangiandosi la parola data. Il dio allora, sputandole sulle labbra, le diede sì il dono di vedere il futuro, ma la condannò a non venir mai creduta per le sue previsioni. La previsione più tragica e inascoltata di Cassandra fu la caduta di Troia.

#### Apollo e Marpessa
Apollo amò anche una donna chiamata Marpessa, che era contesa fra il dio e l'umano chiamato Ida. Per dirimere la contesa tra i due intervenne addirittura Zeus che decise di lasciare la donna libera di decidere; questa scelse Ida, perché consapevole del fatto che Apollo, essendo immortale, si sarebbe stancato di lei quando l'avesse vista invecchiare.

#### Apollo e Melissa
Secondo un altro mito, Apollo s'innamorò, ricambiato, della dolce ninfa Melissa. A legarli fu un amore molto profondo ed incondizionato, e il dio, accecato dalla passione per lei, lasciò spazio soltanto alla fedele e totale devozione per la fanciulla piuttosto che adempiere ai suoi doveri da divinità responsabile del Sole. A causa della mancanza e della negligenza del dio, il carro del Sole venne quindi sempre meno guidato e trasportato, e di conseguenza il mondo cadeva sempre di più nelle tenebre e nell'oscurità. Allora, per un decreto e per la volontà di entità superiori, Apollo venne punito per la sua incuranza mentre la bella ninfa venne trasformata in un'ape regina. Fu così che la meschina ragione e il triste evento infransero il cuore del dio, ancora innamorato della ragazza.

#### Figli di Apollo

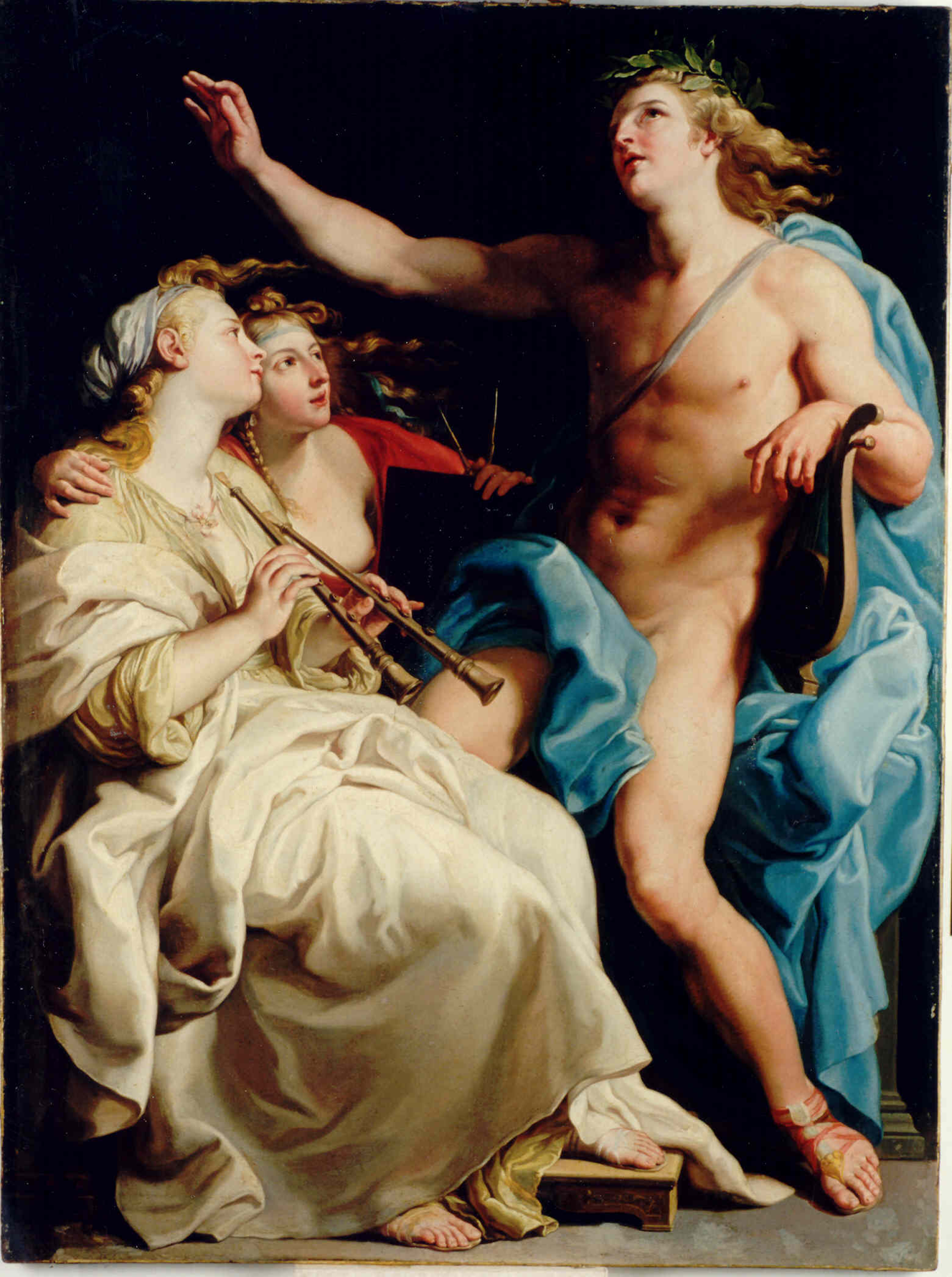
Apollo istruisce le Muse Euterpe e Urania, olio su tela di Pompeo Batoni, ca. 1741, Varsavia, Museo nazionale

Come tutti gli Dèi greci, le leggende riportano come Apollo ebbe molti figli, da unioni con donne mortali e non.
Da Cirene, ebbe un figlio di nome Aristeo.
Da Ecuba, moglie di Priamo e regina di Troia, ebbe un figlio di nome Troilo, che venne ucciso da Achille
Il figlio più noto di Apollo è però certamente Asclepio, dio della medicina presso i Greci. Asclepio nacque dall'unione fra il dio e Coronide; quest'ultima però, mentre portava in grembo il bambino, si innamorò di Ischi e fuggì con lui. Quando un corvo andò a riferire l'accaduto ad Apollo, questi dapprima pensò a una menzogna, e fece diventare il corvo nero come la pece, da bianco che era. Scoperta poi la verità, il dio chiese a sua sorella Artemide di uccidere la donna. Apollo salvò comunque il bambino, e lo affidò al centauro Chirone, perché lo istruisse alle arti mediche. Come ricompensa per la sua lealtà, il corvo divenne animale sacro del dio e venne dotato da Apollo del potere di prevedere le morti imminenti. In seguito Flegias, padre di Coronide, per vendicare la figlia diede fuoco al tempio di Apollo a Delfi, e venne per questo ucciso dal dio e scaraventato nel Tartaro.

## Amanti e figli di Apollo
1. Acacallide - Figlia di Minosse
  1. Nasso - Insediato nell'isola
  2. Mileto - Fondatore della città
  3. Anfitemi - Pastore libico

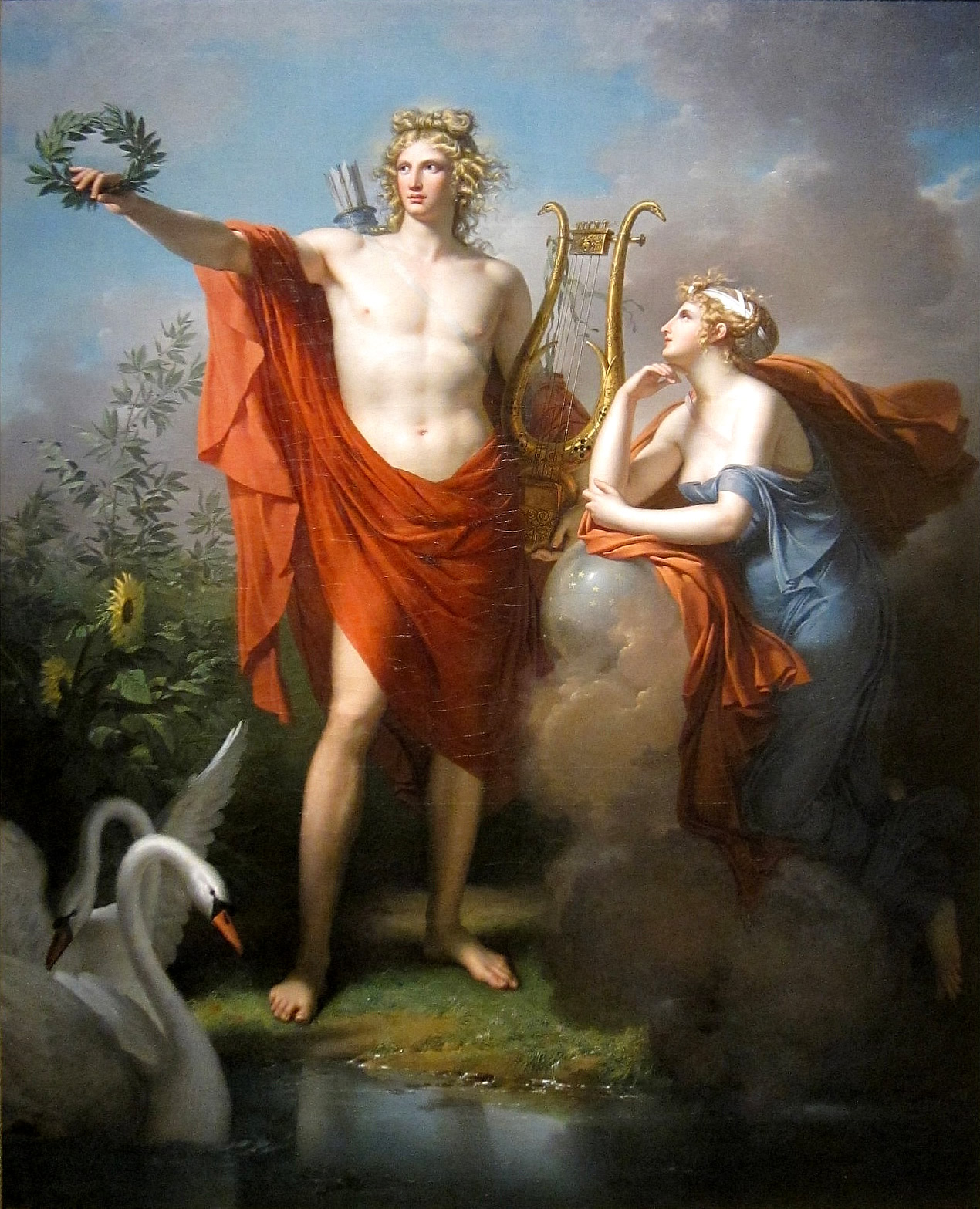
Apollo e la Musa Urania, opera di Charles Meynier

2. Calliope - Musa della Poesia epica
  1. Orfeo - Celebre musico
  2. Ialemo - Dio del canto nuziale
  3. Imeneo - Dio del matrimonio
3. Chione - Principessa della Focide
  1. Filammone - Poeta e musico
4. Cirene[14] - Ninfa tessala
  1. Aristeo[14] - Dio del miele, del formaggio e dell'olio
  2. Idmone - Veggente e Argonauta
5. Climene - Ninfa oceanina
  1. Fetonte - Guidò il carro di Apollo, ma morì nell'impresa
6. Coricia - Ninfa del Parnaso
  1. Licoreo - Re di Licorea
7. Coronide[14] - Ninfa Lapita
  1. Asclepio[14] - Dio della medicina
8. Creusa - Violentata dal dio
  1. Ione - Sacerdote di Delfi
9. Danaide - Ninfa
  1. Cureti - Popolo Etolo
10. Dia - Figlia di Licaone
  1. Driope - Re dei Driopi
11. Driope - Amadriade
  1. Anfisso - Fondatore di Eta
12. Ecuba - Regina troiana
  1. Ettore - Eroe troiano (secondo alcune fonti)
  2. Polidoro - Ucciso da Polimestore (secondo alcune fonti)
  3. Troilo - ucciso da Achille
13. Eubea
  1. Agreo
14. Evadne - Figlia di Poseidone
  1. Iamo - Indovino di Olimpia
15. Ftia - Eponima della regione
  1. Doro
  2. Laodoco
  3. Polipete - Ucciso da Etolo
16. Manto - Indovina, figlia di Tiresia
  1. Mopso - Celebre indovino
17. Melaina - Ninfa (o Tia o Celeno)
  1. Delfo - fondatore di Delfi
18. Procleia - Troiana
  1. Tenete - Eroe di Tenedo
  2. Emitea - Principessa di Tenedo
19. Psamate - Principessa di Argo
  1. Lino - Sbranato da cani
20. Reo - Discendente di Dioniso
  1. Anio - Sovrano di Delfi
21. Rodope - Ninfa
  1. Cicone - Capostipite dei Ciconi
22. Talia - Musa della Commedia
  1. Coribanti - Seguaci di Dioniso
23. Tiria - Figlia di Anfinomo
  1. Cicno - Abitante dell'Etolia
24. Urania[14] - Musa dell'Astronomia e della geometria
  1. Lino[14] - Notevole musico
25. Da madre ignota
  1. Erimanto
  2. Melaneo
  3. Cariclo
  4. Pollon
26. Giacinto - Principe spartano

## Apollo nell'arte
- Parnaso - affresco di Raffaello Sanzio (1511).
- Apollo e Dafne - gruppo scultoreo di Gian Lorenzo Bernini (1625).
- Tramonto del sole di François Boucher (1752).
- Apollo et Hyacinthus - operina di Wolfgang Amadeus Mozart.
- Apollon musagète o Apollo balletto neoclassico in due quadri musicato da Igor' Fëdorovič Stravinskij.

## Nella cultura di massa
- Il celebre progetto spaziale Apollo della NASA, che negli anni sessanta portò l'uomo sulla luna, deve il suo nome proprio al dio greco, in quanto protettore delle colonie e dei pionieri.
- Famosa è la filastrocca popolare dedicata ad Apollo e al suo fantomatico "figlio" Apelle (tra l'altro, un pittore realmente esistito):

|   | Apelle, figlio di Apollo,             |
|   | fece una palla di pelle di pollo,     |
|   | tutti i pesci vennero a galla         |
|   | per vedere la palla di pelle di pollo |
| 5 | fatta da Apelle, figlio di Apollo.    |

- Nel manga e anime di Record of Ragnarok, Apollo è uno degli dei che combatte al torneo del Ragnarok. Scende in campo al nono round affrontando Leonida.
- Nell'anime C'era una volta... Pollon, Apollo è il padre della protagonista Pollon.
- Nell'anime UFO Diapolon - Guerriero spaziale (1976), il nome del robot è Daiapolon, ovvero "Grande Apollo" in giapponese.
- Apollo compare varie volte nelle serie di libri Percy Jackson e gli dei dell'Olimpo,Eroi dell'Olimpo e nel racconto extra Percy Jackson and the Singer of Apollo (pubblicato per Guys Read: Other Worlds, inedito in italiano) di Rick Riordan. Sotto forma di mortale e con lo pseudonimo di Lester Papadopoulos, è il protagonista della serie Le sfide di Apollo, sempre di Riordan.